# Pandemia de COVID-19 en Chipre
El primer caso de la pandemia de COVID-19 en Chipre se confirmó el 9 de marzo de 2020. Al 28 de abril de 2024 había 690 791 casos confirmados y 1442 fallecidos. Los datos publicados por el gobierno de la República de Chipre incluyen casos en el territorio británico de ultramar de Acrotiri y Dhekelia, pero no los casos en las regiones de la República Turca del Norte de Chipre.

## Cronología

### Marzo
El 9 de marzo de 2020, Chipre confirmó sus dos primeros casos: un hombre de 25 años de Limassol que había regresado de Italia y un profesional de la salud de Nicosia de 64 años que había regresado del Reino Unido.
El 11 de marzo, Chipre confirmó cuatro casos más: dos grecochipriotas que regresaron del Reino Unido el día anterior y un taxista de Paphos, cuyo nieto también fue hospitalizado. Los tres hombres fueron trasladados al Hospital General de Famagusta, el cuarto caso fue de autoaislamiento en casa.
El 12 de marzo, se confirmaron cuatro casos nuevos: una persona que había viajado al Reino Unido y se contactó con las autoridades después de desarrollar síntomas, una persona que había regresado de Italia, una persona con síntomas después de regresar de Grecia y un individuo que regresaba de Alemania sin síntomas.
El 13 de marzo, se confirmaron 11 nuevos casos. El presidente Nikos Anastasiades, en una aparición especial, anunció el cierre de todas las fronteras, excepto los nacionales, durante 15 días a partir del 15 de marzo.
El 21 de marzo, se confirmó la primera muerte.
El 25 de marzo, se confirmaron ocho nuevos casos.

Número de casos (azul) y número de muertes (rojo) por COVID-19 en una escala logarítmica.

## Estadísticas

### Gráficos

#### Total de casos por edad y sexo
Fuente: Estadísticas de la pandemia de COVID-19 en Chipre